# Mikołaj Chocimirski
Mikołaj Chocimirski z Chocimierza herbu własnego – sędzia halicki w 1555 roku, podsędek halicki w latach 1545-1553, pisarz halicki w latach 1526-1545.
Poseł na sejm krakowski 1531/1532 roku z ziemi halickiej.